# Shin Hae-chul
Shin Hae-chul (koreanska: 신해철), född 6 maj 1968 i Seoul, död där 27 oktober 2014, var en sydkoreansk singer-songwriter och frontman, sångare i rockbandet N.EX.T. Han var en skivproducent känd för att vara en pionjär inom koreansk experimentell rockmusik. Han kallades av fansen för "Demon Lord" eller "The Devil" för sin karismatiska scennärvaro.

## Musikkarriär
Det första soloalbumet släpptes 1990. En av låtarna på det albumet var engelsk rap, vilket var okonventionellt på den koreanska musikscenen vid den tiden. 
År 1992 bildade han bandet N.EX.T. Medan hans tidigare låtar främst handlade om kärlek eller hjärtesorg, började Shin här skriva mer om sociala frågor, som att kritisera stadsbornas snabba livsstil i "City People". N.EX.T:s första album släpptes 1992 och det andra 1994. 

## Bortgång
Shin dog till följd av medicinsk felbehandling efter att ha genomgått en operation 2014.